# Akademia Sant'Anna 2022-2023
Questa voce raccoglie le informazioni riguardanti l'Akademia Sant'Anna nelle competizioni ufficiali della stagione 2022-2023.

## Stagione
Nella stagione 2022-23 l'Akademia Sant'Anna assume la denominazione sponsorizzata di Desi Shipping Akademia Messina.
Partecipa per la prima volta al campionato di Serie A2 terminando il girone B della regular season al nono posto in classifica. Disputa quindi la pool salvezza che chiude al quarto posto.

## Organigramma societario
Area direttiva
- Presidente: Fabrizio Costantino
- Presidente onorario: Antonio Caselli
- Vicepresidente: Giuseppe Venuti
- Direttore sportivo: Giuseppe Venuto
- Team manager: Marco Maressa

Area tecnica
- Allenatore: Marco Breviglieri (fino al 20 febbraio 2023), Fabio Bonafede (dal 23 febbraio 2023)
- Allenatore in seconda: Flavio Ferrara
- Assistente allenatore: Fortunato Micalizzi
- Scout man: Daniele Casareo

Area comunicazione
- Responsabile comunicazione: Leonardo Berti

Area sanitaria
- Medico: Francesco Ballarino
- Preparatore atletico: Lucio Gilotti
- Fisioterapista: Domiziana Minissale
- Nutrizionista: Simona Brigandì

## Rosa
| N° | Nome                 | Ruolo | Data di nascita  | Nazionalità sportiva |
| -- | -------------------- | ----- | ---------------- | -------------------- |
| 1  | Barbara Varaldo      | O     | 10 luglio 1995   | Italia               |
| 2  | Melissa Martinelli   | C     | 23 marzo 1993    | Italia               |
| 3  | Greta Catania        | C     | 9 marzo 2004     | Italia               |
| 4  | Sara Ciancio         | L     | 11 febbraio 1999 | Italia               |
| 5  | Ambra Composto       | C     | 23 febbraio 1987 | Italia               |
| 6  | Valentina Martilotti | S     | 16 luglio 1988   | Italia               |
| 7  | Valentina Mearini    | C     | 1º agosto 1994   | Italia               |
| 9  | Margherita Muzi      | P     | 25 gennaio 1994  | Italia               |
| 10 | Valentina Brandi     | P     | 8 maggio 2004    | Italia               |
| 12 | Giorgia Silotto      | S     | 4 aprile 1997    | Italia               |
| 13 | Silvia Pertens       | S     | 2 giugno 1998    | Estonia              |
| 13 | Madelyn Robinson     | S     | 12 febbraio 2000 | Stati Uniti          |
| 14 | Aurélia Ebatombo     | O     | 1º ottobre 1998  | Francia              |
| 15 | Giorgia Faraone      | L     | 6 luglio 1994    | Italia               |
| 16 | Michela Pisano       | L     | 31 agosto 1987   | Italia               |

## Mercato
| Acquisti | Acquisti           | Acquisti     | Acquisti   |
| R.       | Nome               | da           | Modalità   |
| -------- | ------------------ | ------------ | ---------- |
| P        | Valentina Brandi   | AGIL         | definitivo |
| C        | Greta Catania      | Sicilia      | definitivo |
| L        | Sara Ciancio       | Golem        | definitivo |
| O        | Aurélia Ebatombo   | Mougins      | definitivo |
| L        | Giorgia Faraone    | Bergamo 1991 | definitivo |
| C        | Melissa Martinelli | Megavolley   | definitivo |
| C        | Valentina Mearini  | Golem        | definitivo |
| S        | Silvia Pertens     | LiigaPloki   | definitivo |
| S        | Madelyn Robinson   | Utah         | definitivo |
| S        | Giorgia Silotto    | Amando       | definitivo |

| Cessioni | Cessioni         | Cessioni            | Cessioni   |
| R.       | Nome             | a                   | Modalità   |
| -------- | ---------------- | ------------------- | ---------- |
| C        | Sara Anselmo     | Effe Isernia        | definitivo |
| C        | Giulia Cardoni   | ?                   | ?          |
| C        | Ambra Composto   | Zafferana           | definitivo |
| C        | Erika Dell'Ermo  | Accademia Benevento | definitivo |
| P        | Ludovica Fabbo   | Fly Marsala         | definitivo |
| S        | Elisa Garofalo   | Marsala             | definitivo |
| O        | Marianna Iannone | Garibaldi           | definitivo |
| S        | Deborah Liguori  | United Pomezia      | definitivo |
| S        | Silvia Pertens   | Gorica              | definitivo |
| L        | Martina Quarto   | Mesagne             | definitivo |

## Risultati

### Serie A2

#### Girone di andata
| 1ª Giornata - 23 ottobre 2022 PalaScoppa, Soverato                                | Soverato            | 3 - 2 | Sant'Anna            | 25-19, 22-25, 26-28, 25-12, 15-10 |
| 2ª Giornata - 30 ottobre 2022 Palestra UniMe, Messina                             | Sant'Anna           | 1 - 3 | Marsala              | 23-25, 25-20, 18-25, 19-25        |
| 3ª Giornata - 6 novembre 2022 Palestra UniMe, Messina                             | Sant'Anna           | 3 - 2 | Assitec              | 15-25, 25-18, 26-28, 25-20, 17-15 |
| 4ª Giornata - 9 novembre 2022 PalaPellini, Perugia                                | Perugia             | 2 - 3 | Sant'Anna            | 23-25, 25-17, 25-17, 20-25, 7-15  |
| 5ª Giornata - 13 novembre 2022 Palestra UniMe, Messina                            | Sant'Anna           | 0 - 3 | Libertas Martignacco | 13-25, 24-26, 12-25               |
| 6ª Giornata - 20 novembre 2022 Palasport Città di Vicenza, Vicenza                | Vicenza             | 3 - 2 | Sant'Anna            | 25-21, 25-13, 19-25, 23-25, 15-9  |
| 7ª Giornata - 23 novembre 2022 PalaFerroli, San Bonifacio                         | Montecchio Maggiore | 3 - 2 | Sant'Anna            | 25-9, 22-25, 23-25, 25-18, 15-10  |
| 8ª Giornata - 27 novembre 2022 Palestra UniMe, Messina                            | Sant'Anna           | 0 - 3 | Roma Club            | 13-25, 13-25, 15-25               |
| 9ª Giornata - 4 dicembre 2022 Palestra UniMe, Messina                             | Sant'Anna           | 0 - 3 | Talmassons           | 23-25, 20-25, 19-25               |
| 10ª Giornata - 11 dicembre 2022 Palazzetto dello Sport, San Giovanni in Marignano | Adolfo Consolini    | 3 - 0 | Sant'Anna            | 25-14, 25-23, 25-20               |

#### Girone di ritorno
| 12ª Giornata - 26 dicembre 2022 Palestra UniMe, Messina                     | Sant'Anna            | 1 - 3 | Soverato            | 19-25, 25-20, 19-25, 29-31        |
| 13ª Giornata - 8 gennaio 2023 PalaBellina, Marsala                          | Marsala              | 1 - 3 | Sant'Anna           | 20-25, 25-17, 23-25, 23-25        |
| 14ª Giornata - 15 gennaio 2023 PalaIaquaniello, Sant'Elia Fiumerapido       | Assitec              | 3 - 1 | Sant'Anna           | 22-25, 25-15, 28-26, 25-14        |
| 15ª Giornata - 18 gennaio 2023 Palestra UniMe, Messina                      | Sant'Anna            | 3 - 0 | Perugia             | 25-22, 25-21, 25-15               |
| 16ª Giornata - 22 gennaio 2023 Palazzetto dello Sport, Martignacco          | Libertas Martignacco | 3 - 0 | Sant'Anna           | 25-21, 25-22, 25-17               |
| 17ª Giornata - 5 febbraio 2023 Palestra UniMe, Messina                      | Sant'Anna            | 2 - 3 | Vicenza             | 21-25, 23-25, 27-25, 25-17, 17-19 |
| 18ª Giornata - 8 febbraio 2023 Palestra UniMe, Messina                      | Sant'Anna            | 1 - 3 | Montecchio Maggiore | 29-27, 14-25, 12-25, 23-25        |
| 19ª Giornata - 12 febbraio 2023 Palazzetto dello Sport, Guidonia Montecelio | Roma Club            | 3 - 0 | Sant'Anna           | 25-11, 25-9, 25-17                |
| 20ª Giornata - 19 febbraio 2023 Palazzetto dello Sport, Latisana            | Talmassons           | 3 - 0 | Sant'Anna           | 25-17, 25-8, 25-14                |
| 21ª Giornata - 26 febbraio 2023 Palestra UniMe, Messina                     | Sant'Anna            | 0 - 3 | Adolfo Consolini    | 17-25, 19-25, 18-25               |

#### Pool salvezza
| 1ª Giornata - 12 marzo 2023 PalaBione, Lecco                            | Lecco Picco | 3 - 0 | Sant'Anna   | 25-14, 26-24, 25-21        |
| 2ª Giornata - 19 marzo 2023 Palestra UniMe, Messina                     | Sant'Anna   | 3 - 1 | Club Italia | 25-23, 19-25, 25-18, 25-22 |
| 3ª Giornata - 22 marzo 2023 PalaRadi, Cremona                           | Esperia     | 3 - 0 | Sant'Anna   | 25-15, 25-13, 25-23        |
| 4ª Giornata - 26 marzo 2023 Palestra UniMe, Messina                     | Sant'Anna   | 1 - 3 | Alba        | 18-25, 21-25, 25-21, 22-25 |
| 5ª Giornata - 2 aprile 2023 Palestra UniMe, Messina                     | Sant'Anna   | 3 - 1 | Offanengo   | 20-25, 25-16, 25-22, 25-23 |
| 6ª Giornata - 8 aprile 2023 Palestra Vezio Magagni, Castelnuovo Rangone | Montale     | 1 - 3 | Sant'Anna   | 19-25, 25-23, 24-26, 18-25 |
| 7ª Giornata - 16 aprile 2023 Palestra UniMe, Messina                    | Sant'Anna   | 3 - 1 | Lecco Picco | 30-28, 23-25, 25-17, 25-23 |
| 8ª Giornata - 22 aprile 2023 Centro Pavesi, Milano                      | Club Italia | 1 - 3 | Sant'Anna   | 28-30, 22-25, 25-23, 16-25 |
| 9ª Giornata - 26 aprile 2023 Palestra UniMe, Messina                    | Sant'Anna   | 3 - 0 | Esperia     | 25-16, 25-12, 25-21        |
| 10ª Giornata - 30 aprile 2023 PalaFrancescucci, Casnate con Bernate     | Alba        | 1 - 3 | Sant'Anna   | 17-25, 25-20, 14-25, 25-27 |
| 11ª Giornata - 7 maggio 2023 PalaCoim, Offanengo                        | Offanengo   | 1 - 3 | Sant'Anna   | 31-29, 19-25, 22-25, 8-25  |
| 12ª Giornata - 14 maggio 2023 Palestra UniMe, Messina                   | Sant'Anna   | 3 - 0 | Montale     | 25-19, 25-19, 25-15        |

## Statistiche

### Statistiche di squadra
| Competizione | Punti | In casa | In casa | In casa | In trasferta | In trasferta | In trasferta | Totale | Totale | Totale |
| Competizione | Punti | G       | V       | P       | G            | V            | P            | G      | V      | P      |
| ------------ | ----- | ------- | ------- | ------- | ------------ | ------------ | ------------ | ------ | ------ | ------ |
| Serie A2     | 41    | 16      | 7       | 9       | 16           | 6            | 10           | 32     | 13     | 19     |
| Totale       | -     | 16      | 7       | 9       | 16           | 6            | 10           | 32     | 13     | 19     |

G = partite giocate; V = partite vinte; P = partite perse 

### Statistiche dei giocatori
| Giocatore     | Serie A2 | Serie A2 | Serie A2 | Serie A2 | Serie A2 | Totale | Totale | Totale | Totale | Totale |
| Giocatore     | P        | PT       | AV       | MV       | BV       | P      | PT     | AV     | MV     | BV     |
| ------------- | -------- | -------- | -------- | -------- | -------- | ------ | ------ | ------ | ------ | ------ |
| V. Brandi     | 12       | 2        | 2        | 0        | 0        | 12     | 2      | 2      | 0      | 0      |
| G. Catania    | 19       | 52       | 37       | 12       | 3        | 19     | 52     | 37     | 12     | 3      |
| S. Ciancio    | 23       | 0        | 0        | 0        | 0        | 23     | 0      | 0      | 0      | 0      |
| A. Composto   | 11       | 79       | 58       | 18       | 3        | 11     | 79     | 58     | 18     | 3      |
| A. Ebatombo   | 31       | 422      | 383      | 29       | 10       | 31     | 422    | 383    | 29     | 10     |
| G. Faraone    | 30       | 0        | 0        | 0        | 0        | 30     | 0      | 0      | 0      | 0      |
| V. Martilotti | 31       | 310      | 262      | 27       | 21       | 31     | 310    | 262    | 27     | 21     |
| M. Martinelli | 21       | 195      | 106      | 69       | 20       | 21     | 195    | 106    | 69     | 20     |
| V. Mearini    | 26       | 187      | 109      | 60       | 18       | 26     | 187    | 109    | 60     | 18     |
| M. Muzi       | 31       | 68       | 31       | 25       | 12       | 31     | 68     | 31     | 25     | 12     |
| S. Pertens    | 10       | 73       | 55       | 8        | 10       | 10     | 73     | 55     | 8      | 10     |
| M. Pisano     | 0        | 0        | 0        | 0        | 0        | 0      | 0      | 0      | 0      | 0      |
| M. Robinson   | 16       | 275      | 243      | 15       | 17       | 16     | 275    | 243    | 15     | 17     |
| G. Silotto    | 24       | 51       | 44       | 4        | 3        | 24     | 51     | 44     | 4      | 3      |
| B. Varaldo    | 20       | 48       | 39       | 3        | 6        | 20     | 48     | 39     | 3      | 6      |

P = presenze; PT = punti totali; AV = attacchi vincenti; MV = muri vincenti; BV = battute vincenti